# Michael Heřman Josef z Althannu
Michael Heřman Josef hrabě z Althannu (Michael Hermann Joseph Reichsgraf von Althann) (11. srpna 1671 – 14. listopadu 1736, Brno) byl rakouský šlechtic a moravský zemský úředník. Od mládí působil v zemské správě Moravy, kde nakonec zastával funkce nejvyššího sudího (1714–1721) a nejvyššího komorníka (1721–1736). Na jižní Moravě vlastnil panství Vranov nad Dyjí, o které vedl dlouholetý soudní spor s mladším bratrem Michaelem Janem. Majetku se nakonec vzdal po zásahu císaře Karla VI. a po vyplacení finanční náhrady se usadil v Brně, kde je také pohřben.

## Kariéra
Pocházel ze starého šlechtického rodu Althannů, patřil k vranovské linii a narodil se jako starší syn přísedícího moravského zemského soudu Michaela Jana II. Althanna (1643–1702), díky matce Marii Terezii, rozené princezně Lichtenštejnové (1643–1712), měl blízké příbuzenské vazby na rodiny Trauttmansdorffů, Pálffyů nebo Thun-Hohensteinů. Studoval filozofii na univerzitě ve Vídni a poté se stejně jako otec zapojil do zemské správy na Moravě. V roce 1700 byl jmenován císařským komořím a přísedícím moravského zemského práva, později se stal skutečným tajným radou. V letech 1714–1721 byl na Moravě nejvyšším zemským sudím a nakonec dlouholetým moravským nejvyšším komořím (1721–1736).

## Majetkové a rodinné poměry

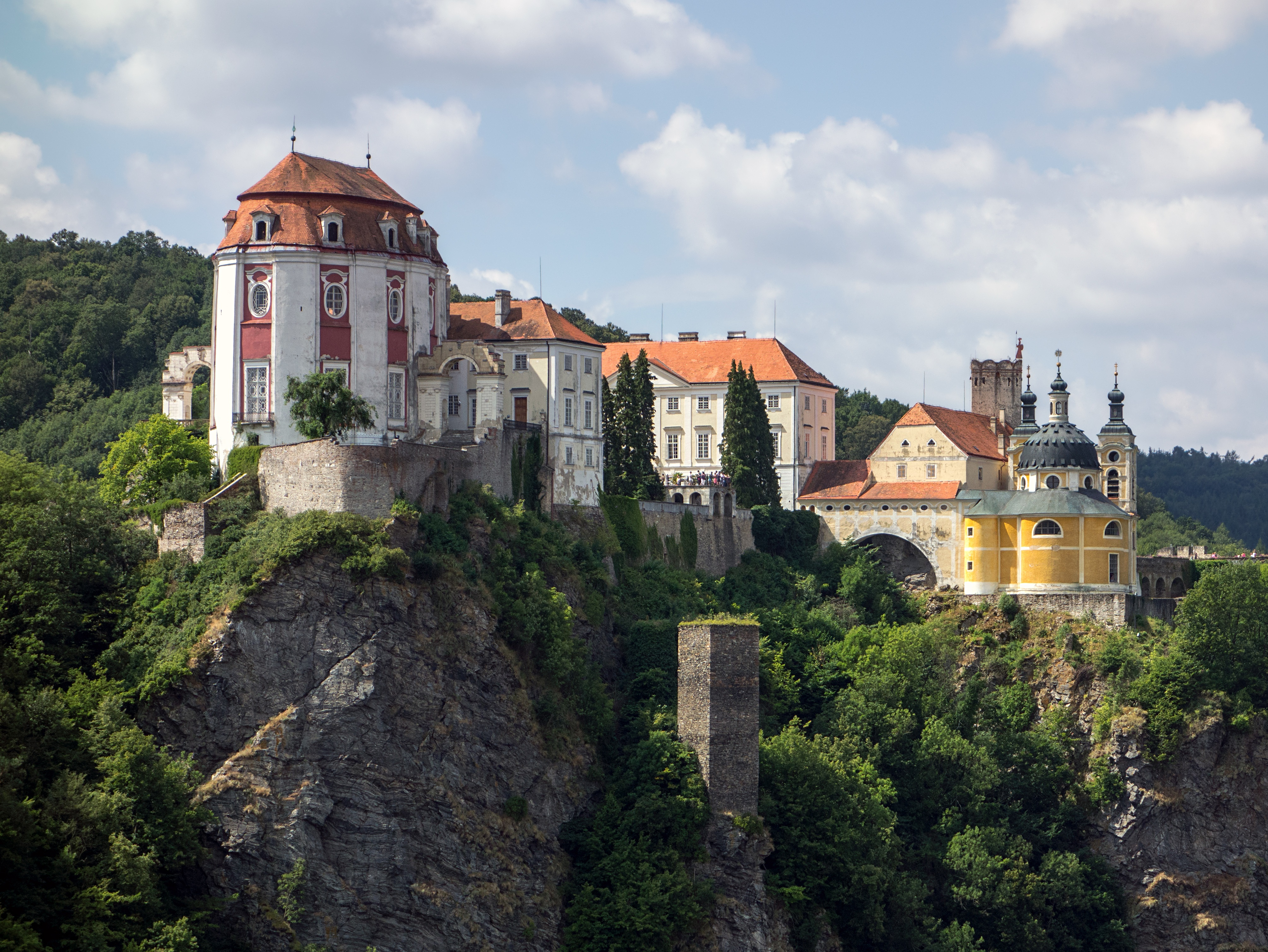
Zámek Vranov nad Dyjí, majetek Michaela Heřmana Althanna 1702–1722

Po otci převzal v roce 1702 jihomoravská panství Vranov nad Dyjí a Jaroslavice, protože ale Michal Jan II. zemřel bez právoplatné poslední vůle, došlo k dlouholetému soudnímu sporu s mladším bratrem Michaelem Janem III. Během letité soudní pře Michael Heřman fakticky rodový majetek spravoval, věnoval se hospodaření, mimo jiné byl aktivním budovatelem rybníků. Na vranovském zámku nechal přistavět věže k zámecké kapli a na náměstí ve Vranově byl na jeho náklady postaven morový sloup.
Soudní spor o vranovské a jaroslavické panství vyhrál po dvaceti letech na zemské úrovni, krátce poté zemřel jeho mladší bratr Michael Jan III. V další fázi majetkového sporu se projevilo odlišné společenské postavení obou bratrů. I když Michael Heřman zastával vysoký zemský úřad na Moravě, Michael Jan III. jako nejvyšší štolba císařského dvora dosáhl vlivnějšího postavení ve Vídni. Jeho manželka, princezna Marie Anna Pignatelli, byla navíc favoritkou císaře Karla VI. Císař převzal osobně poručnickou správu nad nezletilými syny náhle zemřelého Michaela Jana III. a nařídil revizi soudního procesu v kauze Vranov a Jaroslavice. Pravděpodobně na přímý příkaz Karla VI. padlo nové rozhodnutí a Michael Heřman musel obě panství předat své švagrové Marii Anně Pignatelli. Jako náhradu dostal vyplaceno 300 000 zlatých v hotovosti a usadil se v Brně, kde nadále vykonával úřad zemského nejvyššího komorníka. Proslul také jako mecenáš brněnského kapucínského kláštera, v jehož kryptě byl pohřben.
Za manželku měl svou vzdálenou příbuznou Marii Julianu z Althannu (1689–1762), jejich manželství zůstalo bez potomstva.